# Jewgienija Siedowa
Jewgienija Alesandrowna Siedowa (ros. Евгения Александровна Седова; ur. 18 lipca 1986 w Szadrynsku) – rosyjska biathlonistka, mistrzyni świata juniorów w biegu indywidualnym.
18 marca 2011 zadebiutowała w zawodach Pucharu Świata zajmując 10. miejsce w sprincie w Oslo.

## Osiągnięcia

### Puchar Świata
| Sezon     | Miejsce |
| --------- | ------- |
| 2010/2011 | 52.     |

### Mistrzostwa świata juniorów
| 2004 Haute Maurienne (Francja) | 10. miejsce (IN), 22. miejsce (SP), 10. miejsce (PU), 4. miejsce (RL) |
| 2007 Martell (Włochy)          | 1. miejsce (IN), 5. miejsce (SP), 18. miejsce (PU), 4. miejsce (RL)   |

### Mistrzostwa Europy
| 2006 Langdorf-Arberse (Niemcy) | 13. miejsce (SP), 11. miejsce (PU)                 |
| 2007 Bansko (Bułgaria)         | 4. miejsce (IN)                                    |
| 2011 Ridnaun (Włochy)          | 8. miejsce (SP), 10. miejsce (PU), 4. miejsce (RL) |

### Puchar IBU

#### Miejsca w klasyfikacji generalnej
| Sezon     | Miejsce |
| --------- | ------- |
| 2007/2008 | 24      |
| 2010/2011 | 6       |

#### Miejsca na podium chronologicznie
| Lp. | Dzień        | Rok  | Miejscowość  | Konkurencja                | Lokata | Pudła   | Czas biegu  | Strata      | Zwycięzca          |
| --- | ------------ | ---- | ------------ | -------------------------- | ------ | ------- | ----------- | ----------- | ------------------ |
| 1.  | 27 listopada | 2010 | Beitostølen  | Sprint na 7,5 km           | 2.     | 1+0     | 22:33.4 min | +22.1 s     | Uljana Dienisowa   |
| 2.  | 11 grudnia   | 2010 | Martell      | Bieg indywidualny na 15 km | 1.     | 1+0+2+1 | 50:43.4 min | –           | –                  |
| 3.  | 17 grudnia   | 2010 | Obertilliach | Sprint na 7,5 km           | 2.     | 1+0     | 22:28.3 min | +12.5 s     | Gabriela Soukalová |
| 4.  | 18 grudnia   | 2010 | Obertilliach | Bieg pościgowy na 10 km    | 3.     | 1+1+1+0 | 31:35.6 min | +14.7 s     | Gabriela Soukalová |
| 5.  | 10 marca     | 2011 | Annecy       | Bieg indywidualny na 15 km | 3.     | 0+2+1+0 | 56:23.3 min | +3:05.9 min | Carolin Hennecke   |